# Слуцкий уезд
Слу́цкий уе́зд — административная единица в составе Минского наместничества, Минской губернии и Белорусской ССР, существовавшая в 1793—1924 годах. Центр — город Слуцк.

## История

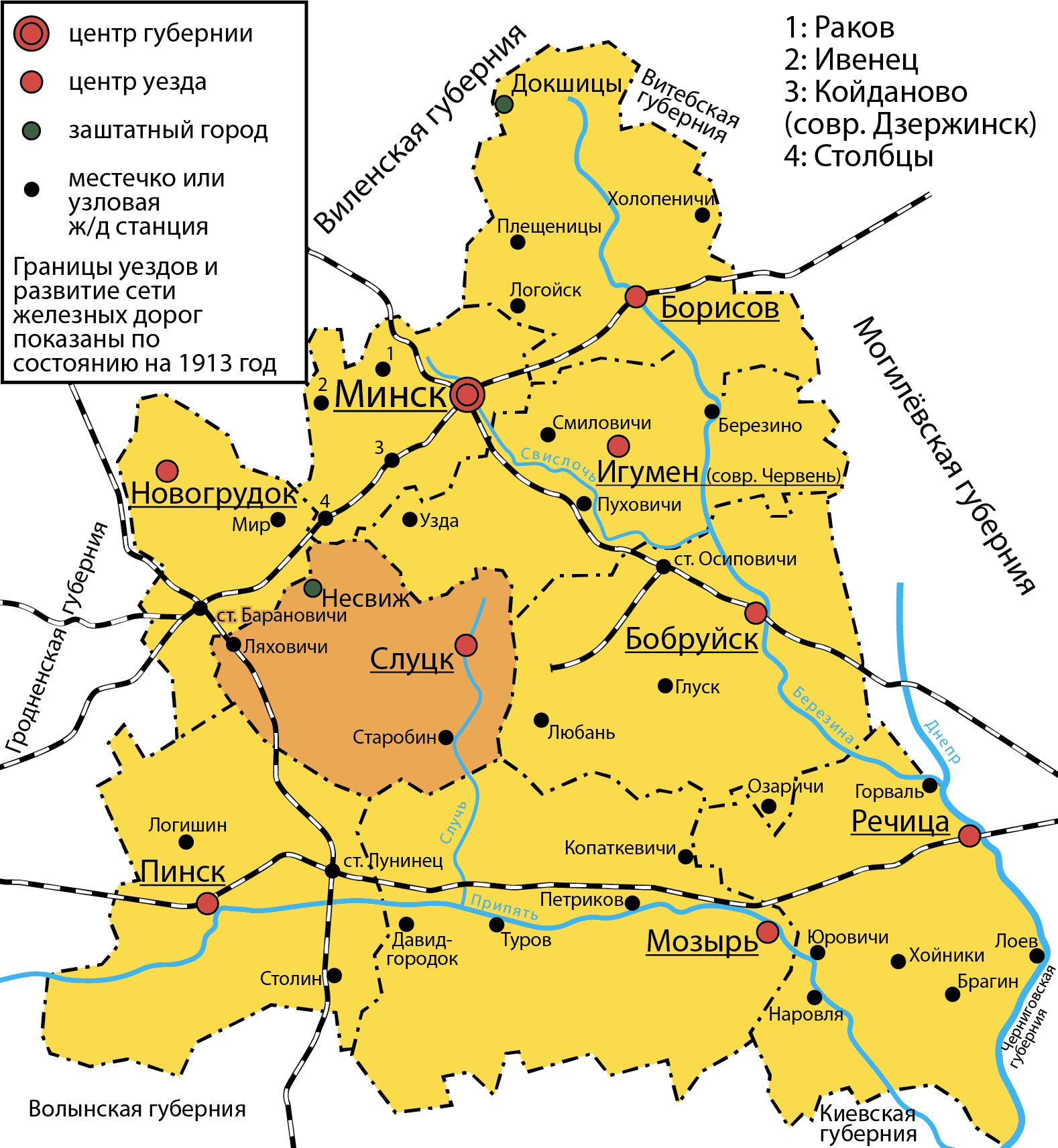
Слуцкий уезд на карте Минской губернии по состоянию на 1913 год.

Слуцкий уезд в составе Минской губернии Российской империи был образован в 1793 году после 2-го раздела Речи Посполитой. С 1795 по 1796 год относился к Минскому наместничеству. В 1921 году Минская губерния была упразднена и уезд перешёл в прямое подчинение Белорусской ССР. Западная часть уезда в 1920 году отошла к Польше.
В 1924 году уезд был упразднён и разделён на районы.

## Население
По данным переписи 1897 года в уезде проживало 260,5 тыс. чел. В том числе белорусы — 78,5 %; евреи — 15,7 %; поляки — 2,8 %; русские — 1,8 %. В уездном городе Слуцке проживало 14 349 чел., в заштатном Несвиже — 8459 чел.

## Административное деление
В 1890 году в состав уезда входило 23 волости:
| № п/п | Волость        | Волостное правление | Число селений | Население |
| ----- | -------------- | ------------------- | ------------- | --------- |
| 1     | Быстрицкая     | c. Быстрица         | 24            | 6954      |
| 2     | Вызнянская     | м. Вызна            | 69            | 8619      |
| 3     | Говезнанская   | м. Говезно          | 71            | 9275      |
| 4     | Греская        | м. Греск            | 75            | 9049      |
| 5     | Грицевичская   | с. Грицевичи        | 80            | 7062      |
| 6     | Грозовская     | м. Грозово          | 54            | 6726      |
| 7     | Заостровечская | с. Заостровечье     | 26            | 4416      |
| 8     | Киевичская     | с. Киевичи          | 34            | 6576      |
| 9     | Клецкая        | м. Клецк            | 49            | 9279      |
| 10    | Круговичская   | с. Круговичи        | 28            | 6932      |
| 11    | Ланьская       | с. Лань             | 65            | 5805      |
| 12    | Ляховичская    | м. Ляховичи         | 46            | 12610     |
| 13    | Медведичская   | м. Медведичи        | 68            | 6569      |
| 14    | Погостская     | м. Погост           | 42            | 10100     |
| 15    | Поцейковская   | с. Поцейки          | 98            | 13464     |
| 16    | Романовская    | м. Романово         | 38            | 9279      |
| 17    | Синявская      | м. Синявка          | 81            | 8986      |
| 18    | Слуцкая        | с. Лучники          | 33            | 8416      |
| 19    | Старобинская   | м. Старобин         | 69            | 11498     |
| 20    | Телядовичская  | м. Бобовня          | 65            | 4938      |
| 21    | Тимковичская   | м. Тимковичи        | 72            | 8595      |
| 22    | Царевская      | с. Царевцы          | 47            | 10091     |
| 23    | Чаплицкая      | с. Чаплицы          | 58            | 8246      |

В 1913 году в уезде также было 23 волости.

## Населённые пункты
По переписи 1897 года наиболее крупные населённые пункты уезда:
| - г. Слуцк - 14349 чел.; - г. Несвиж - 8459 чел.; - м. Ляховичи - 5016 чел.; - м. Клецк - 4684 чел.; - м. Копыль - 4463 чел.; - м. Семежево - 2538 чел.; - м. Тимковичи - 2393 чел.; - м. Старобин - 2315 чел.; | - м. Греск - 1674 чел.; - м. Вызна - 1593 чел.; - м. Романово - 1535 чел.; - д. Кривичи - 1472 чел.; - с. Бучатино - 1402 чел.; - с. Лешня - 1194 чел.; - д. Тесово - 1179 чел.; - д. Садовичи - 1160 чел.; | - с. Боровое - 1157 чел.; - д. Зажевицы - 1123 чел.; - д. Слива - 1091 чел.; - с. Подлесье - 1062 чел.; - д. Болотчицы - 1047 чел.; - д. Жилихово - 1038 чел.; - с. Великий Рожан - 1022 чел.; |